# Kalendarium rządu Józefa Oleksego
Kalendarium rządu Józefa Oleksego opisuje powołanie rządu Józefa Oleksego, zmiany na stanowiskach ministrów, sekretarzy stanu, podsekretarzy stanu, wojewodów i wicewojewodów a także zmiany personalne na kierowniczych stanowiskach w urzędach centralnych podległych Radzie Ministrów.

## Zmiany w rządzie
Lista zmian personalnych na stanowiskach ministrów, sekretarzy stanu i podsekretarzy stanu.

### Rok 1995
| Powołanie | Odwołanie |
| 7 marca 1995 | 7 marca 1995 |
| --- | --- |
| - Romana Jagielińskiego na urzędy wiceprezesa Rady Ministrów oraz ministra rolnictwa i gospodarki żywnościowej, - Grzegorza Kołodki na urzędy wiceprezesa Rady Ministrów i ministra finansów, - Aleksandra Łuczaka na urzędy wiceprezesa Rady Ministrów i przewodniczącego Komitetu Badań Naukowych, - Władysława Bartoszewskiego na urząd ministra spraw zagranicznych, - Barbary Blidy na urząd ministra gospodarki przestrzennej i budownictwa, - Marka Borowskiego na urząd ministra ministra-szefa Urzędu Rady Ministrów, - Jacka Buchacza na urząd ministra współpracy gospodarczej z zagranicą, - Ryszarda Czarnego na urząd ministra edukacji narodowej, - Kazimierza Dejmka na urząd ministra kultury i sztuki, - Jerzego Jaskierni na urzędy ministra sprawiedliwości i prokuratora generalnego, - Wiesława Kaczmarka na urząd ministra przekształceń własnościowych, - Bogusława Liberadzkiego na urząd ministra transportu i gospodarki morskiej, - Andrzeja Milczanowskiego na urząd ministra spraw wewnętrznych, - Leszka Millera na urząd ministra pracy i polityki socjalnej, - Zbigniewa Okońskiego na urząd ministra obrony narodowej, - Mirosława Pietrewicza na urząd ministra-kierownik Centralnego Urzędu Planowania - Klemensa Ścierskiego na urząd ministra przemysłu i handlu, - Andrzeja Zielińskiego na urząd ministra łączności, - Stanisława Żelichowskiego na urząd ministra ochrony środowiska, zasobów naturalnych i leśnictwa, - Ryszarda Żochowskiego na urząd ministra zdrowia i opieki społecznej. | – |
| 20 listopada 1995 | |
| - Haliny Wasilewskiej-Trenkner na stanowisko podsekretarza stanu w Ministerstwie Finansów. | – |
| 22 grudnia 1995 | |
| – | - Zbigniewa Okońskiego z urzędu ministra obrony narodowej (powołany na ten urząd 7 marca 1995), - Andrzeja Milczanowskiego z urzędu ministra spraw wewnętrznych (powołany na ten urząd 7 marca 1995), - Władysława Bartoszewskiego z urzędu ministra spraw zagranicznych (powołany na ten urząd 7 marca 1995). |
| 29 grudnia 1995 | |
| - Jerzego Koniecznego na urząd ministra spraw wewnętrznych, - Dariusza Rosatiego na urząd ministra spraw zagranicznych. | – |

### Rok 1996
| Powołanie                                                      | Odwołanie |
| 5 stycznia 1996                                                | 5 stycznia 1996 |
| -------------------------------------------------------------- | --- |
| - Stanisława Dobrzańskiego na urząd ministra obrony narodowej. | – |
| 7 lutego 1996                                                  | |
| –                                                              | - Romana Jagielińskiego z urzędów wiceprezesa Rady Ministrów oraz ministra rolnictwa i gospodarki żywnościowej (powołany na te urzędy 7 marca 1995), - Grzegorza Kołodki z urzędów wiceprezesa Rady Ministrów i ministra finansów (powołany na te urzędy 7 marca 1995), - Aleksandra Łuczaka z urzędów wiceprezesa Rady Ministrów i przewodniczącego Komitetu Badań Naukowych (powołany na te urzędy 7 marca 1995), - Barbary Blidy z urzędu ministra gospodarki przestrzennej i budownictwa (powołany na ten urząd 7 marca 1995), - Marka Borowskiego z urzędu ministra ministra-szefa Urzędu Rady Ministrów (powołany na ten urząd 7 marca 1995), - Jacka Buchacza z urzędu ministra współpracy gospodarczej z zagranicą (powołany na ten urząd 7 marca 1995), - Ryszarda Czarnego z urzędu ministra edukacji narodowej (powołany na ten urząd 7 marca 1995), - Kazimierza Dejmka z urzędu ministra kultury i sztuki (powołany na ten urząd 7 marca 1995), - Jerzego Jaskierni z urzędów ministra sprawiedliwości i prokuratora generalnego (powołany na te urzędy 7 marca 1995), - Wiesława Kaczmarka z urzędu ministra przekształceń własnościowych (powołany na ten urząd 7 marca 1995), - Bogusława Liberadzkiego z urzędu ministra transportu i gospodarki morskiej (powołany na ten urząd 7 marca 1995), - Leszka Millera z urzędu ministra pracy i polityki socjalnej (powołany na ten urząd 7 marca 1995), - Mirosława Pietrewicza z urzędu ministra-kierownik Centralnego Urzędu Planowania (powołany na ten urząd 7 marca 1995), - Klemensa Ścierskiego z urzędu ministra przemysłu i handlu (powołany na ten urząd 7 marca 1995), - Andrzeja Zielińskiego z urzędu ministra łączności (powołany na ten urząd 7 marca 1995), - Stanisława Żelichowskiego z urzędu ministra ochrony środowiska, zasobów naturalnych i leśnictwa (powołany na ten urząd 7 marca 1995), - Ryszarda Żochowskiego z urzędu ministra zdrowia i opieki społecznej (powołany na ten urząd 7 marca 1995), - Jerzego Koniecznego z urzędu ministra spraw wewnętrznych (powołany na ten urząd 29 grudnia 1995), - Dariusza Rosatiego z urzędu ministra spraw zagranicznych (powołany na ten urząd 29 grudnia 1995), - Stanisława Dobrzańskiego z urzędu ministra obrony narodowej (powołany na ten urząd 5 stycznia 1996). |